# Sötétpikkelyes tőkegomba
A sötétpikkelyes tőkegomba (Pholiota jahnii) a harmatgombafélék családjába tartozó, Európában honos, lombos fák törzsén élő, nem ehető gombafaj. 

## Megjelenése
A sötétpikkelyes tőkegomba kalapja 2-8 (10) cm széles, fiatalon félgömb alakú, majd domborúan, széles domborúan kiterül. Felülete nyálkás, ragacsos, fényes. Színe sárgás. A felszínt egyenletesen eloszló sötétbarna, feketés csúcsú pikkelyek díszítik. 
Húsa vastag, kemény; színe fiatalon fehéres, később halványsárga, a tönk tövénél sáfránysárga, vöröses. Íze nem jellegzetes, kellemes gombaszagú. 
Sűrű lemezei tönkhöz nőttek. Színük eleinte fehéres, később okkeres, rozsdabarna. A fiatal gomba lemezeit vékony vélum (részleges burok) védi.
Tönkje 5-12 cm magas. Színe világosbarna, töve sötétebb. Felszíne száraz, a gallérzóna fölött csupasz, alatta a kalapéhoz hasonló pikkelyek borítják.
Spórapora barna. Spórája vese alakú, mérete 5,5 x 3,5 µm.

### Hasonló fajok
A rozsdasárga tőkegomba, a tüskés tőkegomba vagy a nyálkás tőkegomba hasonlíthat hozzá.  

## Elterjedése és termőhelye
Európában honos. Magyarországon helyenként gyakori.
Lombos fák (bükk, tölgy stb.) élő vagy elhalt törzsén él, anyagukban fehérkorhadást okoz. Késő nyártól késő őszig terem. 

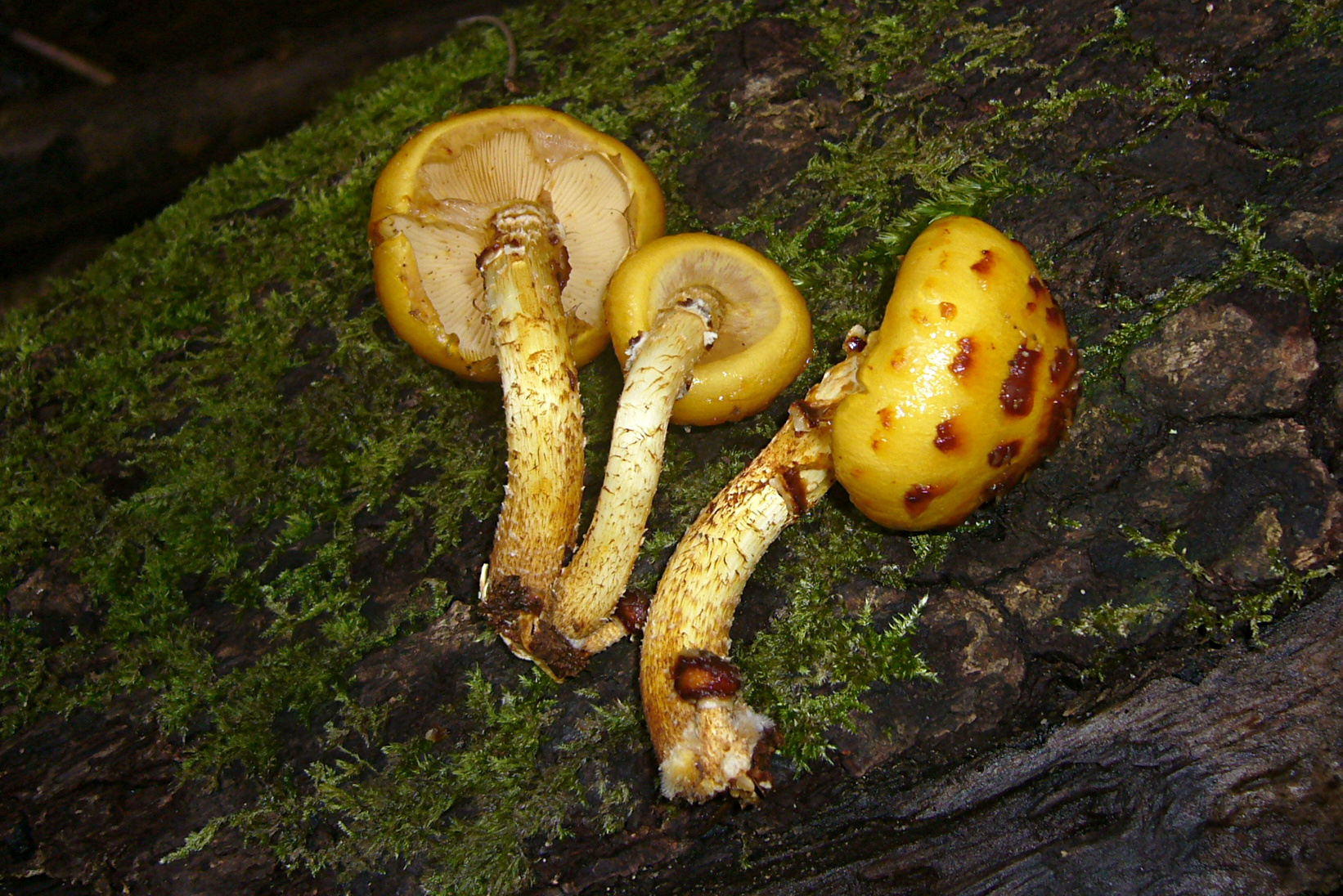
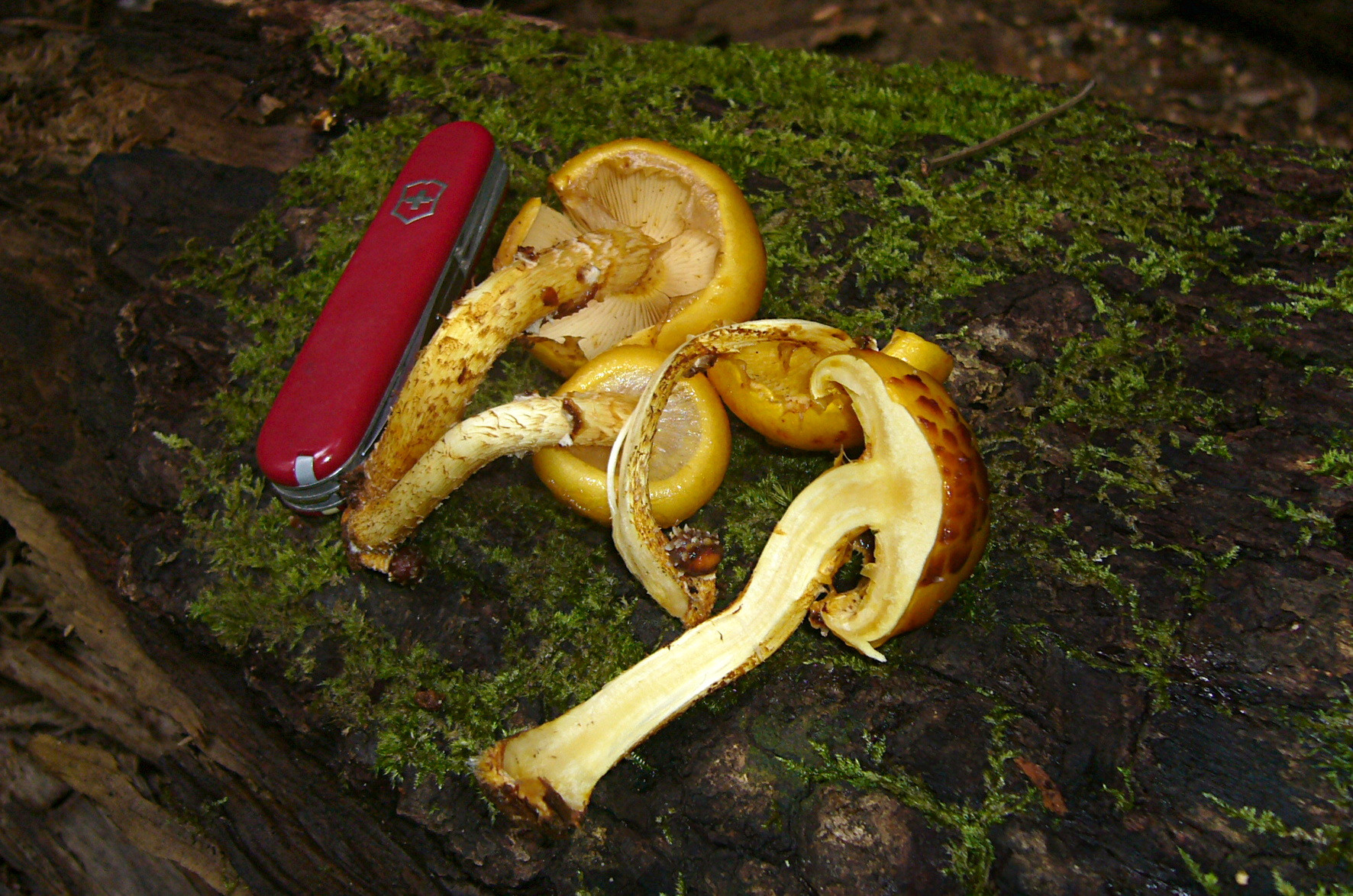
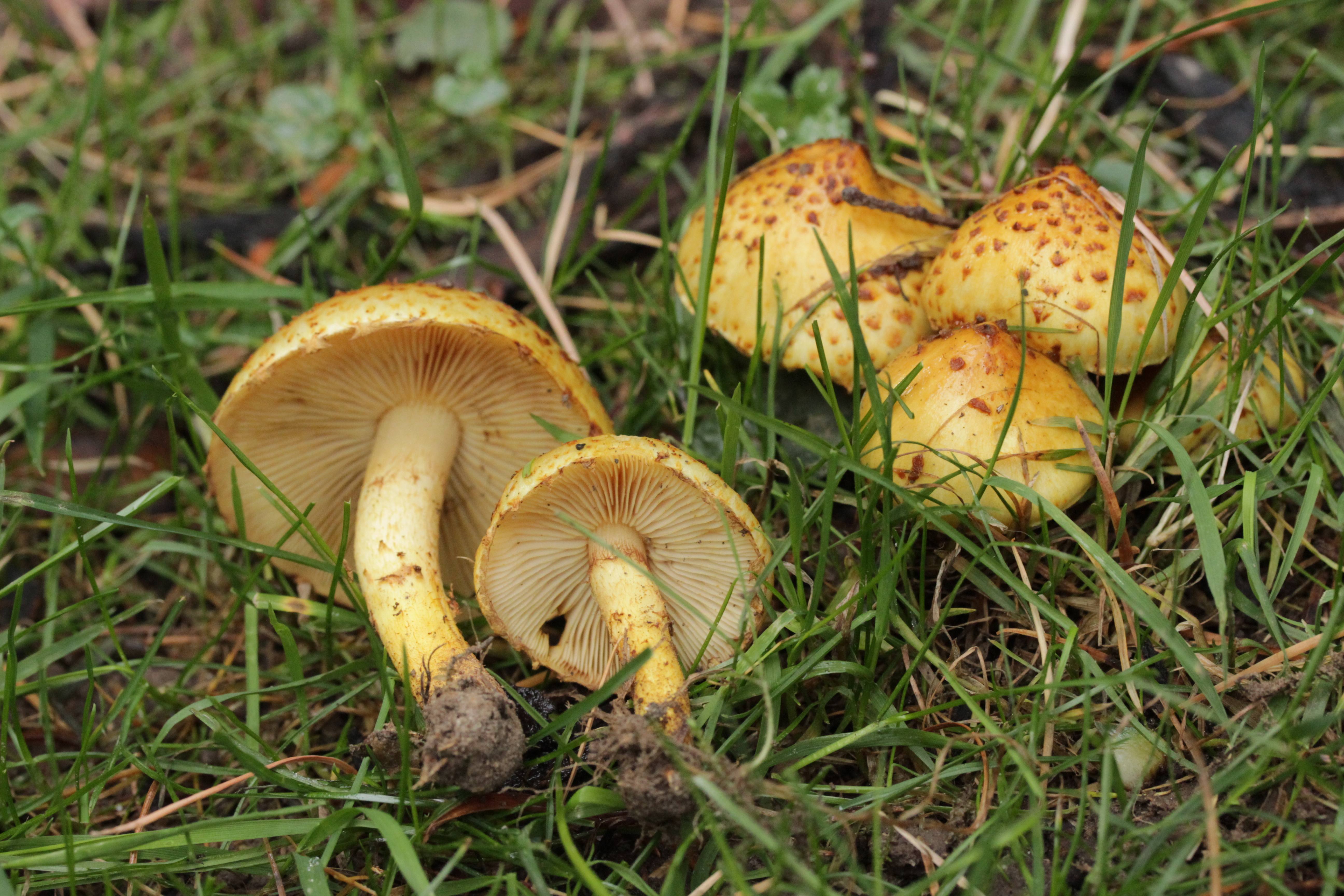

Nem ehető. 